# Canoagem nos Jogos Pan-Americanos de 2015 - C-1 200 m feminino
A competição do C-1 200 metros feminino foi um dos eventos da canoagem nos Jogos Pan-Americanos de 2015. Foi disputada na Welland Pan Am Flatwater Centre, em Welland, no dia 14 de julho.

## Calendário
Horário local (UTC-4).
| Data        | Horário | Fase  |
| ----------- | ------- | ----- |
| 14 de julho | 10:25   | Final |

## Medalhistas
| Ouro   | CAN Laurence Vincent-Lapointe |
| Prata  | ECU Anggie Avegno Salazar     |
| Bronze | BRA Valdenice do Nascimento   |

## Resultados

### Final
| Pos.              | Canoísta                  | País               | Tempo    | Obs. |
| ----------------- | ------------------------- | ------------------ | -------- | ---- |
| Medalha de ouro   | Laurence Vincent-Lapointe | CAN Canadá         | 49.685   |      |
| Medalha de prata  | Anggie Avegno Salazar     | ECU Equador        | 51.998   |      |
| Medalha de bronze | Valdenice do Nascimento   | BRA Brasil         | 53.143   |      |
| 4                 | Karen Roco                | CHI Chile          | 53.634   |      |
| 5                 | Abigail Morales           | MEX México         | 55.630   |      |
| 6                 | Amalia Obregon            | CUB Cuba           | 57.569   |      |
| 7                 | Lydia Keefe Sampson       | USA Estados Unidos | 58.178   |      |
| 8                 | Keren Guerra              | PER Peru           | 1:05.445 |      |